# Северная Куринка

Северная Куринка (Куринка) — река в России, протекает в Котельничском районе Кировской области. Устье реки находится в 18 км по левому берегу реки Куринка. Длина реки составляет 28 км, площадь водосборного бассейна 151 км².
Исток реки находится в отрогах Северных Увалов у нежилой деревни Балдычи в 46 км к северо-западу от Котельнича. Река течёт на юго-восток, протекает село Сретенье, центр Сретенского сельского поселения и несколько деревень. Притоки — Полуденка, Митричиха (правые). Впадает в Куринку ниже села Макарье.

## Данные водного реестра
По данным государственного водного реестра России относится к Камскому бассейновому округу, водохозяйственный участок реки — Вятка от города Киров до города Котельнич, речной подбассейн реки — Вятка. Речной бассейн реки — Кама.
По данным геоинформационной системы водохозяйственного районирования территории РФ, подготовленной Федеральным агентством водных ресурсов:
- Код водного объекта в государственном водном реестре — 10010300312111100035959
- Код по гидрологической изученности (ГИ) — 111103595
- Код бассейна — 10.01.03.003
- Номер тома по ГИ — 11
- Выпуск по ГИ — 1